# Músculo coxígeo
El músculo coxígeo es un músculo par situado en el periné. Atraviesa la cavidad de la pelvis como una hamaca, en posición dorsal respecto al músculo elevador del ano. Se inserta en la cara interna y bordes de la espina ciática y ligamento sacro-espinoso por fuera y en el borde del coxis por dentro. Está inervado por el nervio coxígeo y tiene una acción de soporte del suelo pélvico.